# Rumen Radew

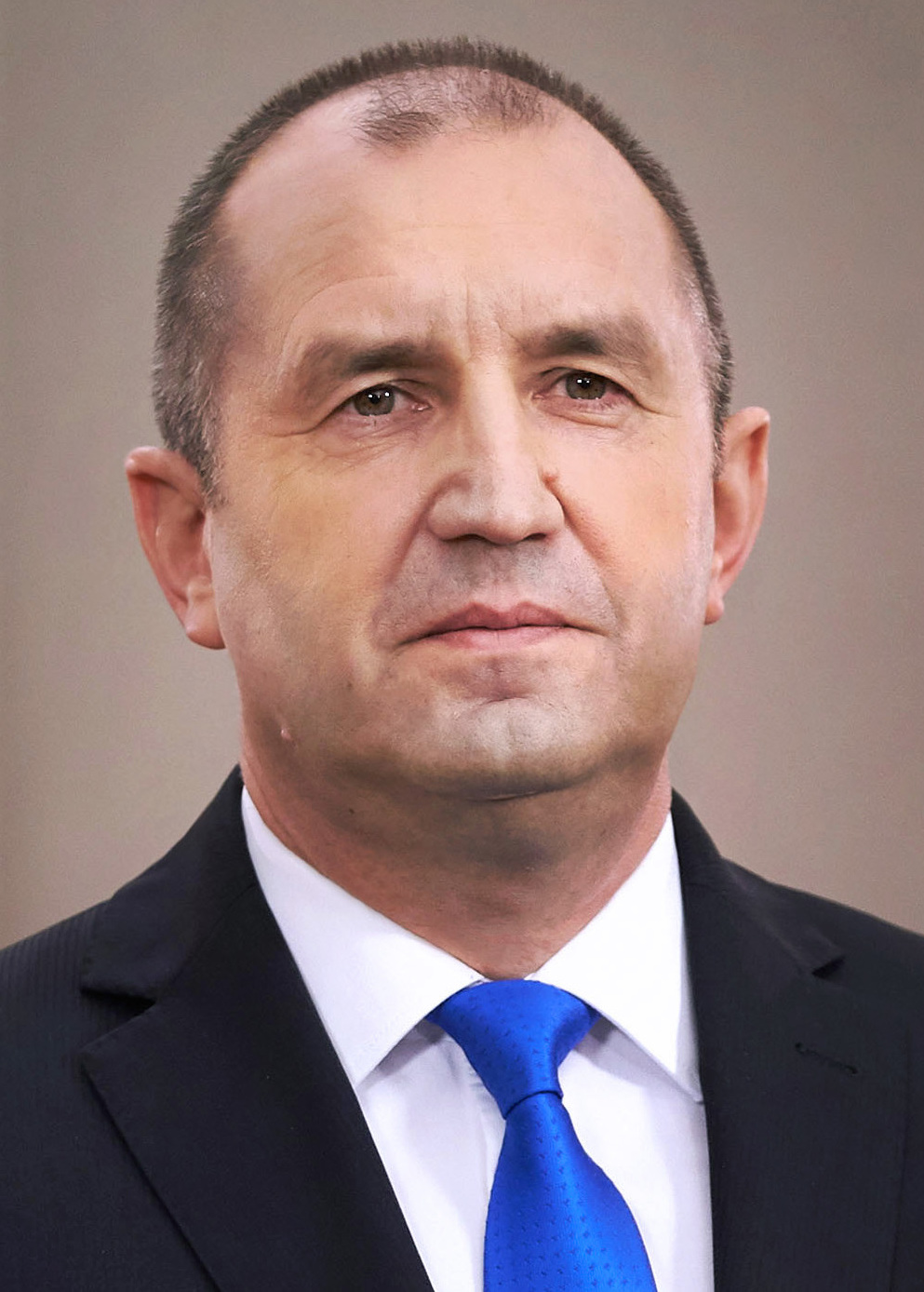
Rumen Radew (2018)

Rumen Georgiew Radew (bulgarisch Румен Георгиев Радев; * 18. Juni 1963 in Dimitrowgrad, Bulgarien) ist der amtierende Staatspräsident Bulgariens. Er ist Generalmajor der Reserve und gewann die Stichwahl zum Präsidenten Bulgariens 2016. Radew ist seit dem 22. Januar 2017 im Amt. Am 21. November 2021 wurde er für eine zweite Amtszeit wiedergewählt.

## Leben
Rumen Radew wurde am 18. Juni 1963 in Dimitrowgrad in Thrakien geboren. Seine Familie stammt jedoch aus Slawjanowo in der Nähe von Chaskowo. Radew schloss 1982 das Mathematikgymnasium von Chaskowo mit einer Goldmedaille ab. 1987 schloss er sein Studium an der Georgi Benkovski Bulgarian Air Force Universität als bester Absolvent ab und trat in die Bulgarischen Luftstreitkräfte ein. Beim 15. Jagdfliegerregiment, stationiert auf der Luftwaffenbasis Rawnez bei Burgas, wurde er zum Kampfpiloten ausgebildet. 1992 machte er eine Zusatzausbildung an der Squadron Officer School (SOS) auf der Maxwell Air Force Base in den USA. Von 1994 bis 1996 studierte er an der Militärakademie „Georgi Rakowski“ in Sofia, wobei er als Jahresbester abschloss. Danach war er Staffelkommandeur von Kampfflugzeugen des Typs MiG-29 auf der 5. Jagdfliegerbasis in Rawnez. Von 1999 bis 2000 war er stellvertretender Kommandeur des Flugtrainings der 3. Jagdfliegerbasis auf der Graf Ignatievo Air Base nahe Plowdiw.
2000 erhielt er einen Doktorgrad in Militärwissenschaften und wurde zum Oberstleutnant befördert. Von 2002 bis 2003 war er erneut in den USA am Air War College. Von 2005 bis 2009 war er Kommandeur der 3. Jagdfliegerbasis auf dem Luftwaffenstützpunkt Graf Ignatiewo bei Plowdiw.
Im Jahr 2007 wurde er zum Brigadegeneral befördert. 2009 bis 2014 war er stellvertretender Kommandeur und ab 2014 im Rang eines Generalmajors Kommandeur der Luftwaffe.

## Politische Positionen

In der zweiten Runde der Präsidentschaftswahl im November 2016 erhielt Radew in allen Landesteilen eine Stimmenmehrheit.

Radew trat 2016 als Unabhängiger für die Bulgarische Sozialistische Partei an und gilt als Russland-freundlich. Er gewann die Wahl gegen seine Hauptkontrahentin Zezka Zatschewa mit 59,37 % der Stimmen.
Während seiner ersten Präsidentschaft hatte Radew den Kampf gegen die Korruption und den Ausbau der Zivilgesellschaft zu seinen zentralen Positionen gemacht und damit das weitgehend repräsentative Präsidialamt Bulgariens geprägt. Damit stellte er sich der Politik des Ministerpräsidenten Bojko Borissow entgegen und wurde zu einem seiner größten Kritiker. Borissow war im Zeitraum Juni 2009 bis Mai 2021 dreimal Ministerpräsident.
Radew unterstützte 2020 die Anti-Korruptionsproteste in Bulgarien, die Borissow aber nicht zum Rücktritt bewegen konnten.
Nach den Parlamentswahlen im April 2021 und Juli 2021 setzte Radew Interimsregierungen (Janew I und Janew II) ein. Es gelang ihnen, mehrere Korruptionsskandale im Industrie- und Bankensektor aufzudecken.
Bei der zweiten Runde der Präsidentschaftswahl (14. November 2021) (Stichwahl) erhielt Radew 66,7 Prozent der Stimmen und sein Herausforderer, der Universitätsprofessor Anastas Gerdschikow, etwa 31,8 Prozent der Stimmen.
Radew gilt als Politiker, der trotz des russischen Überfalls auf die Ukraine seit dem 24. Februar 2022 russlandfreundlich bzw. freundlich zum Putin-Regime ist. Er sprach sich gegen Waffenlieferungen an die Ukraine aus. Radew gab Ende Juni 2024 bekannt, er wolle wegen der Ukraine-Politik der Regierung Bulgariens nicht am NATO-Gipfeltreffen in Washington (9. bis 11. Juli) teilnehmen, dort also nicht die bulgarische Delegation leiten. Die Pressestelle des Präsidialamtes schrieb dazu am 27. Juni 2024, es gehe um Verpflichtungen, die Bulgarien übernimmt, um der Ukraine bei der Verteidigung ihres Landes zu helfen. Sie behauptete, Radew habe den russischen Überfall von Anfang an scharf verurteilt.